# Data East USA, Inc. mot Epyx, Inc.
Data East USA, Inc. mot Epyx, Inc. var ett amerikanskt rättsfall inom dator/TV-spelsindustrin där speltillverkaren Data East 1988 menade att en annan speltillverkare, Epyx, kränkt upphovsrätten då Epix spel International Karate ansågs vara alltför likt Karate Champ. Sedan en distriktsdomstol dömt till Data Easts fördel, dömde United States Court of Appeals for the Ninth Circuit mot dem, då spelet inte ansågs vara tillräckligt lik, och de likheter som fanns ansågs finnas i de flesta karatespel. 1994 blev Data East i sin tur stämda av Capcom, då Fighter's History ansågs vara alltför likt Street Fighter II, vilket domstolen inte höll med om, och friade Data East.

### Fotnoter
1. ↑  ”Goodbye Data East” (på engelska). NES World. 8 juli 2003. Arkiverad från originalet den 9 juli 2014. https://web.archive.org/web/20140709012908/http://nesworld.com/dataeast.php. Läst 14 juni 2014.